# 高梨悠介
高梨 悠介（たかなし ゆうすけ、1992年10月22日 - ）は、日本のオセロ選手。オセロ連盟認定九段。

## 経歴
オセロを始めたのは2006年の4月あたりで、最初はあまり熱中していなかったというが、オセロの戦術を知り、そこから「どうやったら強くなれるか」と本格的にオセロの研究を始めた。その2年後、2008年の全日本選手権にて当時四段で初めて決勝まで進んだが、残念ながら優勝を逃してしまい、本人曰く「一生のチャンスを逃してしまった」と述べている。そこで色々な策を練り、そして翌2009年の名人戦で後藤宏に勝って優勝し、その年の世界選手権の出場権を手に入れたと同時に七段に昇段。そして初出場の世界選手権で17歳という若さで優勝した。さらに翌年の2010年の世界選手権で2連覇し、史上初10代で世界選手権を連覇した人物となった。
もし、翌年に続き世界選手権を優勝できれば為則英司の世界選手権3連覇と並ぶ可能性があったが、2011年全日本選手権の決勝で岡本一樹に負けてしまい、世界選手権の出場を逃し、3連覇とはならなかったが、本人はまだその夢を諦めていないそうである。。
最近ではオセロニアのイベント活動も頻繁に努めている。
2025年現在、世界でわずか9人しかいないオセロ九段保持者の1人であり、さらに史上初である10代で九段を取った人物であるが、その後すぐに岡本一樹に数ヶ月差で更新された。
また、世界選手権を5回優勝しており、これは為則英司の7回に次いで2位となっている。
2024年、第44期の名人戦に優勝し、世界選手権への出場権を獲得した。7年ぶりの世界戦に出場することになり、準優勝となった。
2025年、第45期の名人戦に優勝し、国内大会と世界大会（名人、全日本、王座、そして世界大会）の総合優勝回数、16回という記録を為則英司の15回を超えた。

## 人物
高梨の一生の目標は
- 鬼神・為則英司の世界選手権7回優勝を越えること。（現在：計5回）
- 為則の世界選手権3連覇を越えること。（現在最高：2連覇）
- 世界選手権の予選から決勝まで負けなしの17連勝（予選で13連勝、準決勝2連勝、そして決勝での2連勝、計17回。）を記録する。（現在 予選：最高12勝、9連勝、準決勝：2連勝、決勝：2連勝）
- 一年間の名人戦、全日本選手権、そして王座戦の三冠全てを得て優勝する。（現在 最高：1年間の名人戦と王座戦）

オセロの世界選手権のほとんどは海外が行われており、当時まだ高校生であった高梨は世界選手権のために
一週間ほど学校を休む必要があった。海外へ行く寸前に担任だけには伝えたが、
日本に帰国した際に担任がそのことを周囲の人々に広めてしまったというエピソードがあった。
師匠は中島哲也八段。
2018年の世界選手権の出場権を得たあと、師匠の中島哲也の動画で意気込みなどを聞かれた際に、高梨は「去年まではすごい出たいと思ったんですけど、なんか今年は別にそこまで出たいとも思ってなかった。」と述べた。
高梨はいくつかの世界記録を更新している。
- 十代で史上初でかつ唯一、オセロの世界選手権を2連覇している。
- 2012年の全日本選手権の優勝により史上初10代で九段に昇段した。
- 2012年の世界選手権の優勝で世界選手権3回制覇の最年少（当時20歳19日）記録を持っている。
- 2017年の世界選手権の優勝で世界選手権5回制覇の最年少（当時25歳12日）記録を持っている。

## 棋風
正確な打ち回しから、他のプレイヤーからはまるでコンピューターのようだといわれている。無理、強引な手はほとんど打たず、師匠の中島哲也八段に似ている。
本人の成功の秘訣としては「継続は大事ですが、愚直に同じことを続けていても成功は続かないと思っています。私が趣味で続けているオセロで5度世界チャンピオンになれたのは、常に高みを目指し、変わり続けることが出来たからだと思います。そしてそれはオセロに限らず、私生活、仕事にも同じことが言えるはずです。様々な場面で決断、選択、対応を求められることがありますが、恐れずに常に新しいことに挑戦し、時には失敗もバネにしながら、変わり続けることで成長をしていきたいです。」と話している。

## 成績
- 世界選手権無差別級
  - 優勝5回（2009・2010・2012・2015・2017）
  - 準優勝2回（2019・2024）
  - 3位2回（2016・2018）
- 国内タイトル
  - 全日本選手権優勝2回（2012・2019）
  - 名人戦優勝6回（2009・2010・2015・2017・2024・2025）
  - 王座戦優勝3回（2015・2016・2018）

2008年
- 第36回全日本選手権　準優勝

2009年
- 第30期名人戦　優勝　七段に昇段
- 第33回世界選手権　個人　初出場で初優勝（今まで43年間やった中の数人に一人）
- 第33回世界選手権　団体　5連覇

2010年
- 第31期名人戦　2連覇　八段に昇段
- 第34回世界選手権　個人　2連覇
- 第34回世界選手権　団体　6連覇

2011年
- 第39回全日本選手権　準優勝

2012年
- 第40回全日本選手権　優勝　九段に昇段
- 第36回世界選手権　個人　3度目の優勝
- 第37回世界選手権　団体　8連覇

2013年
- 第1回Othello World Cup 　7位

2014年
- 第2回Othello World Cup 　3位

2015年
- 第36期名人戦　3度目の優勝
- 第10期王座戦　優勝

- 第39回世界選手権　個人　4度目の優勝
- 第39回世界選手権　団体　11連覇

2016年
- 第11期王座戦　2連覇

- 第40回世界選手権　個人　史上初の3位
- 第40回世界選手権　団体　12連覇

2017年
- 第38期名人戦　4度目の優勝
- 第45回全日本選手権　10位
- 第12期王座戦　10位
- 第41回世界選手権　個人　5度目の優勝
- 第41回世界選手権　団体　13連覇

2018年
- 第39期名人戦　14位
- 第46回全日本選手権　3位
- 第13期王座戦　3度目の優勝
- 第42回世界選手権　個人　2度目の3位
- 第42回世界選手権　団体　14連覇

2019年
- 第40期名人戦　同率5位
- 第47回全日本選手権　2度目の優勝
- 第14期王座戦　13位
- 第43回世界選手権　個人　史上初の準優勝
- 第43回世界選手権　団体　15連覇

2020年
- 第48回全日本選手権　5位入賞

2023年
- 第43回オセロ名人戦　5位
- 第16期王座戦　25位

2024年
- 第44期オセロ名人戦　5度目の優勝
- 第17期王座戦　5位
- 第46回世界オセロ選手権　個人　2度目の準優勝
- 第46回世界オセロ選手権　団体　18連覇

2025年
- 第50回全日本選手権　38位
- 第45期オセロ名人戦　6度目の優勝
- 第18期王座戦　4位